# NGC 1538
NGC 1538 (również IC 2047 lub PGC 941480) – galaktyka spiralna (S?), znajdująca się w gwiazdozbiorze Erydanu. Odkrył ją 31 grudnia 1885 roku Ormond Stone. 
Identyfikacja obiektu NGC 1538 nie jest pewna. Najbliżej pozycji podanej przez odkrywcę znajdują się galaktyki PGC 3093623 i PGC 940994, ta pierwsza przez wiele lat uznawana była za obiekt NGC 1538. Jednak pozycje obliczone przez Stone’a bardzo często obarczone były kilkuminutowym błędem rektascensji, dlatego nowsze źródła jako NGC 1538 najczęściej identyfikują pobliską galaktykę IC 2047 (na nią wskazuje szkic wykonany przez Stone’a) lub rzadziej IC 2045, która jest najjaśniejszą galaktyką w okolicy.